# Cymru Fydd
Cymru Fydd var en rörelse grundad 1886 av några walesare som bodde i London, bland annat J. E. Lloyd, O. M. Edwards, T. E. Ellis (ledare, parlamentsledamot för Merionethshire), Beriah Gwynfe Evans och Alfred Thomas. Från början var rörelsen Londonbaserad, men utökades senare till städer i England med stora grupper walesare. Efter 1892 organiserades grenar i Wales, den första grundades i Barry av W. Llewelyn Williams.
Det främsta syftet med rörelsen var att främja Wales självständighetskamp. Rörelsen miste lite av sin kraft då T. E. Ellis gick med i regeringen 1892, och ledarskapet togs över av David Lloyd George och Herbert Lewis (riksdagsledamot för Flint Boroughs). Cymru Fydd återskapades med mer begränsad och politisk basis.
Efter en tid med framgång under 1894-5, då organisationen gick ihop med North Wales Liberal Federation (18 april 1895) för att grunda Welsh National Federation, mötte den starkt motstånd från South Wales Liberal Federation, ledd av federationspresident David Alfred Thomas (riksdagsledamot för Merthyr Boroughs 1889-1910).
På årsstämman i Newport i Monmouthshire den 16 januari 1896 lades det fram ett förslag av South Wales Liberal Federation att slå ihop de två rörelserna. Lloyd George överröstades och tilläts inte prata. Idéerna om en sammanslagning slopades snart, och snart efter detta kollapsade organisationen Cymru Fydd.
Organisationen fick stöd av tidningen Young Wales, regisserad av John Hugh Edwards mellan 1895 fram till dess kollaps 1896. En tidigare tidskrift, Cymru Fydd, upphörde 1891.